# Hermann Böcker (Politiker)
Hermann Böcker (* 28. April 1882; † nach 1930) war ein deutscher Politiker (DNVP).
Böcker war der Sohn eines Innungsobermeisters in Einbeck. Nach dem Mittelschulabschluss machte er eine kaufmännische Ausbildung und arbeitete in ganz Deutschland im Vertrieb. Ab 1911 war er Generalvertreter mitteldeutscher Maschinenfabriken für den Osten mit Sitz in Danzig. Seit 1921 war er Inhaber des Deutschen Volkshauses (Gewerbehaus) Danzig.
In der Freien Stadt Danzig schloss er sich der DNVP an. 1919 bis 1930 gehörte er dem Volkstag an.